# Miner’s Rock

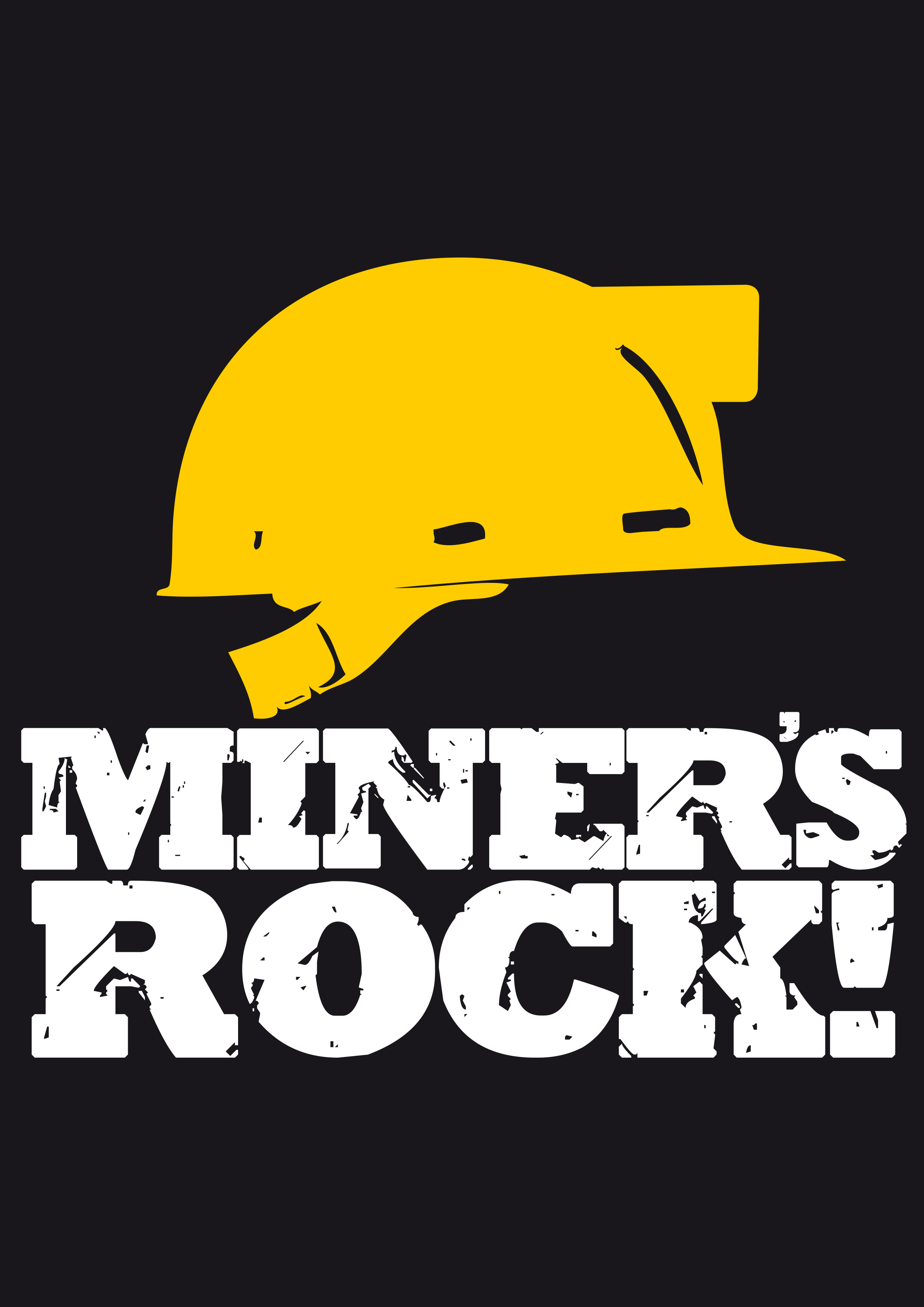
Logo von Miner’s Rock

Miner’s Rock war eine im Jahr 2015 gegründete und bis Ende 2023 stattfindende Konzertveranstaltung im Weltkulturerbe Rammelsberg, einem Museum und Besucherbergwerk in Goslar.
Ein Konzert des Miner’s Rock wurde, in Anlehnung an den früheren Bergbau am Rammelsberg, als „Schicht“ bezeichnet.

## Geschichte
Veranstaltet wurde die Konzertreihe von Christian Burgart, Arkadiusz Szczesniak, Giovanni Graziano und Sören Behme, die dafür im Jahr 2014 die Miner’s Rock UG gründeten. Die vier Freunde hatten schon zuvor Konzerte für das Altstadtfest in Goslar organisiert. Seit Herbst 2018 ist John Callies ebenfalls Gesellschafter des Unternehmens. Im Frühjahr 2023 stieß mit Jens Vogel ein weiterer Freund zur Reihe hinzu, seither sind die Veranstalter zu sechst.
Die Konzerte fanden im Gebäude der ehemaligen Schlosserei statt, die Platz für 700 Personen bietet.
Seit dem Jahr 2017 finden in loser Folge auch Open-Air-Konzerte auf der Werkstraße des Weltkulturerbes statt.
2023 wurde die Konzertreihe beendet und 2024 ein neues Formates unter dem Titel Yellow Jockey Open Air auf der Galopprennbahn in Bad Harzburg durchgeführt.

## Termine und Bands Schichten
- 25. April 2015 mit Radio Doria
- 13. November 2015 mit Mia
- 20. Mai 2016 mit Johannes Oerding
- 21. Mai 2016 mit Laith Al-Deen
- 16. Dezember 2016 mit Axel Prahl und seinem Inselorchester
- 17. Dezember 2016 mit VNV Nation
- 17. März 2017 mit Stefan Stoppok
- 18. März 2017 mit Max Giesinger
- 22. Juli 2017 mit Silly, Die Schröders, Texas Lightning, Jupiter Jones und Ich kann fliegen (Open Air)
- 27. Oktober 2017 mit Henning Wehland
- 28. Oktober 2018 mit Radio Doria
- 15. März 2019 Wingenfelder
- 16. März 2019 Mono INC.
- 1. November 2019 ELIF
- 2. + 3. November 2019 VNVNation
- 1. April 2022 – FAUN
- 2. April 2022 – Subway to Sally
- 8. April 2022 Max Mutzke
- 10. April 2022 Lotte
- 14. April 2023 Subway to Sally
- 1. Dezember 2023 Axel Prahl und seinem Inselorchester
- 2. Dezember 2023 ASP

## Termine und Bands Open Airs
- 2017 – Welterbeopenair am 22. Juli 2017
  - mit Ich kann fliegen, Jupiter Jones, Texas Lightning, Die Schröders, Silly
- 2022
  - 26. August 2022 Versengold
  - 27. August 2022 LEA
  - 28. August 2022 Völkerball
- 2023
  - 18. August 2023 Völkerball
  - 19. August 2023 bap
  - 20. August 2023 Beyond the Black